# هینزویل (تگزاس)
هینزویل (به انگلیسی: Haynesville) یک منطقهٔ مسکونی در ایالات متحده آمریکا است که در شهرستان ویچیتا، تگزاس واقع شده‌است. هینزویل ۶۰ نفر جمعیت دارد و ۳۴۵٫۰۴ متر بالاتر از سطح دریا واقع شده‌است.